# 유가읍
유가읍(瑜伽邑)은 대구광역시 달성군의 남부에 위치한 읍이다. 남동쪽으로 경상남도 창녕군 성산면과 마주보고 있다.
이전까지는 '유가면'이었으나, 대구테크노폴리스의 개발 및 테크노폴리스로의 개통으로 인구가 늘어나 2018년 3월에 읍으로 승격됐다.

## 역사
- 1895년 6월 23일(음력 윤5월 1일) 대구부 현풍군 유가면, 동부면, 우만면, 말역면[1]
- 1896년 8월 4일 경상북도 현풍군 유가면, 동부면, 우만면, 말역면[2]
- 1911년 10월 2일 경상북도 현풍군 유가면, 우만면, 말역면[3][4]
- 1914년 4월 1일 경상북도 달성군 유가면[5] (14법정리)

| 조선총독부령 제111호                                                                                            |                                           |
| 구 행정구역 | 신 행정구역                               |
| 현풍군 유가면 양지동/내산동·음지동·봉지동/구계동                                                                | 달성군 유가면 양동·음동·봉동              |
| 현풍군 구 동부면 쌍계동/서개동·초곡동                                                                           | 달성군 유가면 쌍계동·초곡동               |
| 현풍군 우만면 상동·용동/정촌동/가현동·와운동/금동/신기동/남정동/북정동·유곡동/예평동/외동                       | 달성군 유가면 상동·용동·금동·유곡동       |
| 현풍군 말역면 가태동/남통동/굴혜동·사배동/도의동/구돌동·본말동/개곡동/포정동/태봉동/개백동·한정동/원산동/안현동 | 달성군 유가면 가태동·도의동·본말동·한정동 |
| 현풍군 구지면 가천동                                                                                            | 달성군 유가면 가천동                      |
- 1917년 4월 1일 가천동을 구지면에 환원하였다.[6] (13법정리)
- 1995년 3월 1일 대구광역시 달성군 유가면[7]
- 2018년 3월 1일 : 유가면이 유가읍으로 승격하였다.[8][9]

## 행정 구역

### 법정리
- 음리(陰里)
- 양리(陽里)
- 용리(龍里)
- 봉리(鳳里)
- 쌍계리(雙溪里)
- 초곡리(草谷里)
- 상리(上里)
- 금리(琴里)
- 유곡리(油谷里)
- 도의리(道義里)
- 가태리(佳泰里)
- 한정리(寒亭里)
- 본말리(本末里)

### 행정리
음, 양, 용봉(1∼2), 쌍계(1∼2), 초곡, 상, 금(1∼3), 유곡(1∼2), 도의(1∼2), 가태(1∼2), 한정(1∼2), 본말

## 주거
| 단지명                              | 건설사           | 시행사                | 주소                      | 입주        | 비고 |
| ----------------------------------- | ---------------- | --------------------- | ------------------------- | ----------- | ---- |
| 테크노폴리스 중흥S클래스 포디움     | 중흥건설         | ㈜중흥산업개발        | 테크노순환로 423 (쌍계리) | 2018년 3월  |      |
| 테크노폴리스 하나리움 퀸즈파크      | ㈜문장건설       | ㈜하나건설            | 테크노북로 164 (봉리)     | 2015년 4월  |      |
| 테크노폴리스 화성파크드림           | ㈜에이치에스화성 | ㈜에이치에스화성      | 테크노북로 165 (봉리)     | 2016년 8월  |      |
| 테크노폴리스 진아리채               | 진아건설㈜       | 진아건설㈜            | 테크노대로5길 79 (봉리)   | 2016년 6월  |      |
| 테크노폴리스 우미 린                | 우미건설         | ㈜서령개발            | 테크노북로9길 16 (봉리)   | 2015년 11월 |      |
| 테크노폴리스 제일풍경채 센트럴      | ㈜제일건설       | ㈜세종화건설          | 테크노대로 165 (봉리)     | 2016년 12월 |      |
| 테크노폴리스 반도유보라 아이비파크  | 반도건설         | 반도건설              | 테크노대로 82 (봉리)      | 2016년 3월  |      |
| 테크노폴리스 남해오네뜨 2차         | ㈜남해주택건설   | ㈜남해주택건설        | 테크노대로5길 57 (봉리)   | 2016년 2월  |      |
| 테크노폴리스 호반베르디움           | 호반건설         | ㈜호반엔지니어링      | 테크노대로5길 57 (봉리)   | 2016년 3월  |      |
| 테크노폴리스 호반베르디움 더 클래스 | ㈜호반건설주택   | ㈜호반건설주택        | 테크노대로5길 80 (봉리)   | 2016년 8월  |      |
| 테크노폴리스 힐데스하임             | 원건설㈜         | 원건설㈜ 키움건설(유) | 테크노북로9길 42 (봉리)   | 2015년 11월 |      |

## 교육
- 대구유가초등학교 (봉리)
  - 한정분교 (폐교) - 달창로28길 31 (한정리)
- 대구비슬초등학교 (봉리)
- 유가중학교 (봉리)
- 포산중학교 (봉리)
- 대구공업고등학교 테크노폴리스 캠퍼스 (유곡리)

## 기업
- 한국제지 현풍공장
- 한국알스트롬 본사/공장
- 아세아텍 본사
- 경산제지 본사

## 교통
- 테크노폴리스로
- 유곡리공영차고지
- 대구시내버스 급행4번(테크노폴리스, 유곡리공영차고지)
- 대구시내버스 급행8번(테크노폴리스)
- 대구시내버스 급행8-1번(테크노폴리스, 유곡리공영차고지)
- 대구시내버스 달성5번(테크노폴리스, 유곡1리마을회관, 유곡리공영차고지, 유가사)
- 대구시내버스 달성6번(한정리, 도의리, 가태리, 본말리)
- 대구시내버스 655번(테크노폴리스, 유곡리공영차고지)
- 대구시내버스 600번(유가사, 휴양림 주말휴일노선)